# Hey Joe
"Hey Joe" är en amerikansk mordballad från början av 1960-talet vars ursprung och upphovsman inte är helt känd, men ofta anges den relativt okände folksångaren Billy Roberts som upphovsman. Mer troligt är dock att Roberts stal denna låt ifrån sin dåvarande flickvän, kompositören och artisten Niela Miller. Låten “Baby Please Don’t Go To Town” skrevs innan, och är melodiskt förvillande lik "Hey Joe".

## Historik
Den första inspelningen av låten gjordes 1965 av garagerockgruppen The Leaves, som även fick en ganska stor hitsingel i USA med den då den topp 40-noterades på Billboard Hot 100. Efter denna inspelning har mängder av artister spelat in låten, till att börja med var det andra garagerockartister som The Standells och The Music Machine som spelade in den. Bland några mer kända artister som spelat in den kan nämnas The Byrds, Love, Deep Purple, Cher, The Offspring, Wilson Pickett och Nick Cave. Frank Zappa använde melodin till "Hey Joe" för sin parodilåt "Flower Punk" på LP:n We're Only in It for the Money 1967. 

### Jimi Hendrix
Mest känd av alla versioner är Jimi Hendrix inspelning, som släpptes som hans debutsingel i december 1966. I USA släpptes den med "51st Anniversary" som b-sida, i Europa hade man som b-sida låten "Stone Free". Den finns med på de amerikanska versionerna av hans debutalbum Are You Experienced?, samt samlingen Smash Hits. Hendrix version är listad som #198 i magasinet Rolling Stones lista The 500 Greatest Songs of All Time. Han framförde låten på Woodstockfestivalen 1969, och det var den allra sista låten som spelades på festivalen.

## Listplaceringar – Jimi Hendrix
| Lista (1967)   | Position         |
| -------------- | ---------------- |
| Australien     | 40 (Go Set)      |
| Danmark        | 15 (DR "Top 20") |
| Finland        | 26               |
| Frankrike      | 46 (SNEP)        |
| Nederländerna  | 8                |
| Norge          | 10 (VG-lista)    |
| Storbritannien | 6                |
| Sverige        | 7 (Kvällstoppen) |
| Vallonien      | 2                |
| Västtyskland   | 21               |

### Rivers version 1968
Johnny Rivers gjorde 1968 en version av låten på albumet Realization, vars text är helt annorlunda än tidigare versioner:
Hey Joe, where are you going with your eyes closed?
Hey Joe, where are you going with your eyes closed?
Can’t you tell you are going any way the wind blows?
Hey Joe, tell me where you’re gonna run to?
Oh Joe, where are you gonna run to?
(it) makes no difference too, that they will find you
Hey Joe, you will search your whole life through
Hey Joe, you will search for the lifetime through
Just to find the truth there’s right inside of you
Oh Joe, tell me what you’re gonna do
Hey Joe, tell me what you’re gonna do
If you know yourself too, they just can’t touch you